# Tuckerman
Tuckerman és una població dels Estats Units a l'estat d'Arkansas. Segons el cens del 2000 tenia 1.757 habitants.

## Demografia
Segons el cens del 2000, Tuckerman tenia 1.757 habitants, 769 habitatges, i 519 famílies. La densitat de població era de 320 habitants/km².
Dels 769 habitatges en un 25,9% hi vivien nens de menys de 18 anys, en un 50,3% hi vivien parelles casades, en un 13,5% dones solteres, i en un 32,5% no eren unitats familiars. En el 30,7% dels habitatges hi vivien persones soles el 17,8% de les quals corresponia a persones de 65 anys o més que vivien soles. El nombre mitjà de persones vivint en cada habitatge era de 2,28 i el nombre mitjà de persones que vivien en cada família era de 2,83.
Per edats la població es repartia de la següent manera: un 22,6% tenia menys de 18 anys, un 7,5% entre 18 i 24, un 26,5% entre 25 i 44, un 23,7% de 45 a 60 i un 19,6% 65 anys o més.
L'edat mediana era de 41 anys. Per cada 100 dones de 18 o més anys hi havia 87,6 homes.
La renda mediana per habitatge era de 27.000 $ i la renda mediana per família de 33.512 $. Els homes tenien una renda mediana de 27.750 $ mentre que les dones 19.621 $. La renda per capita de la població era de 13.803 $. Entorn del 10,8% de les famílies i el 14,2% de la població estaven per davall del llindar de pobresa.

## Poblacions més properes
El següent diagrama mostra les poblacions més properes.